# پیتر کمپ (شناگر)
پیتر کمپ (انگلیسی: Peter Kemp؛ ۱۸۷۸ – نامشخص) شناگر و بازیکن واترپلو اهل بریتانیا بود.
وی در مسابقات کشوری و بین‌المللی در مجموع برندهٔ ۱ مدال طلا، ۱ مدال برنز شده‌است.